# Munitiekamer (Delfzijl)
De Munitiekamer is één van de oudste bouwwerken in de Stad Delfzijl. Het bouwwerk is gelegen in het centrum van Delfzijl nabij de haven van Delfzijl en de Grote Waterpoort. De munitiekamer werd gebouwd in 1591, het jaar dat de Vesting Delfzijl flink uitgebreid werd. Dat jaar is het jaar van de inname van Delfzijl door Prins Maurits. De munitiekamer werd in 2009 gerestaureerd en is tegenwoordig onderdeel van het kantoor van Rederij Wagenborg.